# Người giàu càng giàu và người nghèo càng nghèo
Người giàu càng giàu và người nghèo càng nghèo là một khẩu hiệu và câu cách ngôn đôi khi gợi lên, với sự thay đổi về từ ngữ, khi thảo luận về sự bất bình đẳng kinh tế. Cách sử dụng phổ biến nhất là tóm tắt một lời chỉ trích xã hội chủ nghĩa về hệ thống thị trường tự do (chủ nghĩa tư bản), ngụ ý sự không thể tránh khỏi của cái mà Karl Marx gọi là Luật Tăng nghèo.

## Người tiền nhiệm
Andrew Jackson, tổng thống thứ bảy của Hoa Kỳ (1829–1837), trong ngân hàng phủ quyết của ông năm 1832, nói rằng
khi luật pháp thực hiện... để làm giàu hơn và mạnh hơn, các thành viên khiêm tốn của xã hội... có quyền khiếu nại về sự bất công đối với Chính phủ của họ.
William Henry Harrison, tổng thống thứ chín của Hoa Kỳ (1841), cho biết trong một bài phát biểu ngày 1 tháng 10 năm 1840,
Đó là cảm giác dân chủ thực sự, rằng tất cả các biện pháp của chính phủ đều hướng tới mục đích làm cho người giàu giàu có hơn và người nghèo nghèo khó hơn.
Năm 1821, Percy Bysshe Shelley lập luận, trong A Defense of Poetry (không được xuất bản cho đến năm 1840), rằng ở nước Anh của ông, "những người quảng bá tiện ích" đã quản lý
để bực bội cùng một lúc thái cực của sự sang trọng và muốn. Họ đã minh họa cho câu nói rằng: "Người đó sẽ có nhiều điều hơn; và từ người không có, thì người mà nó sẽ bị lấy đi. "Người giàu trở nên giàu sang hơn, và người nghèo trở nên nghèo khổ hơn; và đầu tàu của Nhà nước được điều khiển giữa Scylla và Charybdis của tình trạng hỗn loạn và chủ nghĩa độc tài. Đó là những hiệu ứng mà phải bao giờ chảy từ một bài tập không được tính toán của các giảng viên tính toán.
Cụm từ này cũng giống như hai câu Kinh Thánh từ Phúc âm Matthew:
Vì ai có, thì sẽ được ban cho, và người sẽ có nhiều dồi dào hơn; nhưng bất cứ ai không có, từ người đó sẽ bị lấy đi ngay cả những gì người đó có.
Vì mọi người sẽ được ban cho, và người ấy sẽ có nhiều; nhưng từ người không được lấy đi, ngay cả những người mà mình đã có.

## Trong hùng biện chính trị và kinh tế
Theo Marx, chủ nghĩa tư bản chắc chắn sẽ dẫn đến sự hủy hoại theo những định luật kinh tế nhất định. Những luật này là "Luật về xu hướng của tỷ suất lợi nhuận giảm", "Luật tăng nghèo" và "Luật tập trung vốn". Các nhà tư bản nhỏ bị phá sản, và các phương tiện sản xuất của họ bị các nhà tư bản lớn hấp thụ. Trong quá trình phá sản và hấp thụ, vốn đang dần được tập trung bởi một số nhà tư bản lớn, và toàn bộ tầng lớp trung lưu suy giảm. Vì vậy, hai lớp học chính, một thiểu số nhỏ của tư bản lớn, và một đa số vô sản lớn được hình thành.